# 绍马尔
绍马尔（法語：Chaumard，法語發音：[ʃomaʁ]）是法国涅夫勒省的一个市镇，属于希农堡（城）区。

## 地理
绍马尔（47°8'40"N, 3°54'43"E）面积16.15 平方千米，位于法国勃艮第-弗朗什-孔泰大區涅夫勒省，该省份为法国中部省份，北至约讷省，西北接卢瓦雷省，西接谢尔省，南至阿列省，东南接索恩-卢瓦尔省，东临科多尔省。
与绍马尔接壤的市镇（或旧市镇、城区）包括：莫尔旺地区乌鲁、沙坦、科朗西、梅尔、莫尔旺地区蒙蒂尼、普朗谢。

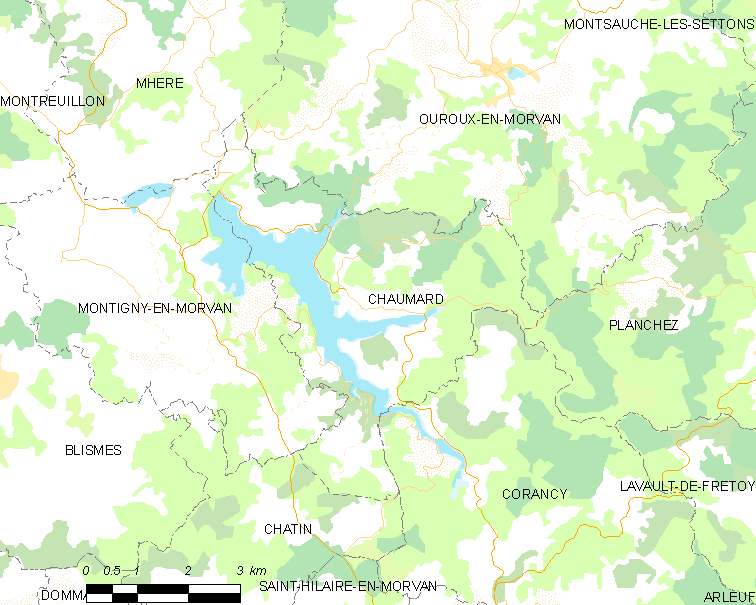
绍马尔的OSM定位图

绍马尔的时区为UTC+01:00、UTC+02:00（夏令时）。

## 行政
绍马尔的邮政编码为58120，INSEE市镇编码为58068。

## 政治
绍马尔所属的省级选区为希农堡县。

## 人口

1962-2008年间绍马尔人口变化图示

绍马尔于2022年1月1日时的人口数量为196人。